# 提里库姆大桥
提里库姆大桥是美国俄勒岡州波特蘭的一座跨过威拉米特河的斜拉桥，由波特兰都会区的区域交通管理局TriMet设计，承载波特兰轻轨、波特兰有轨电车等，2011年6月开工，2015年9月12日通车。